# 托夫斯塔山
48°26′51.3″N 24°25′13.6″E / 48.447583°N 24.420444°E

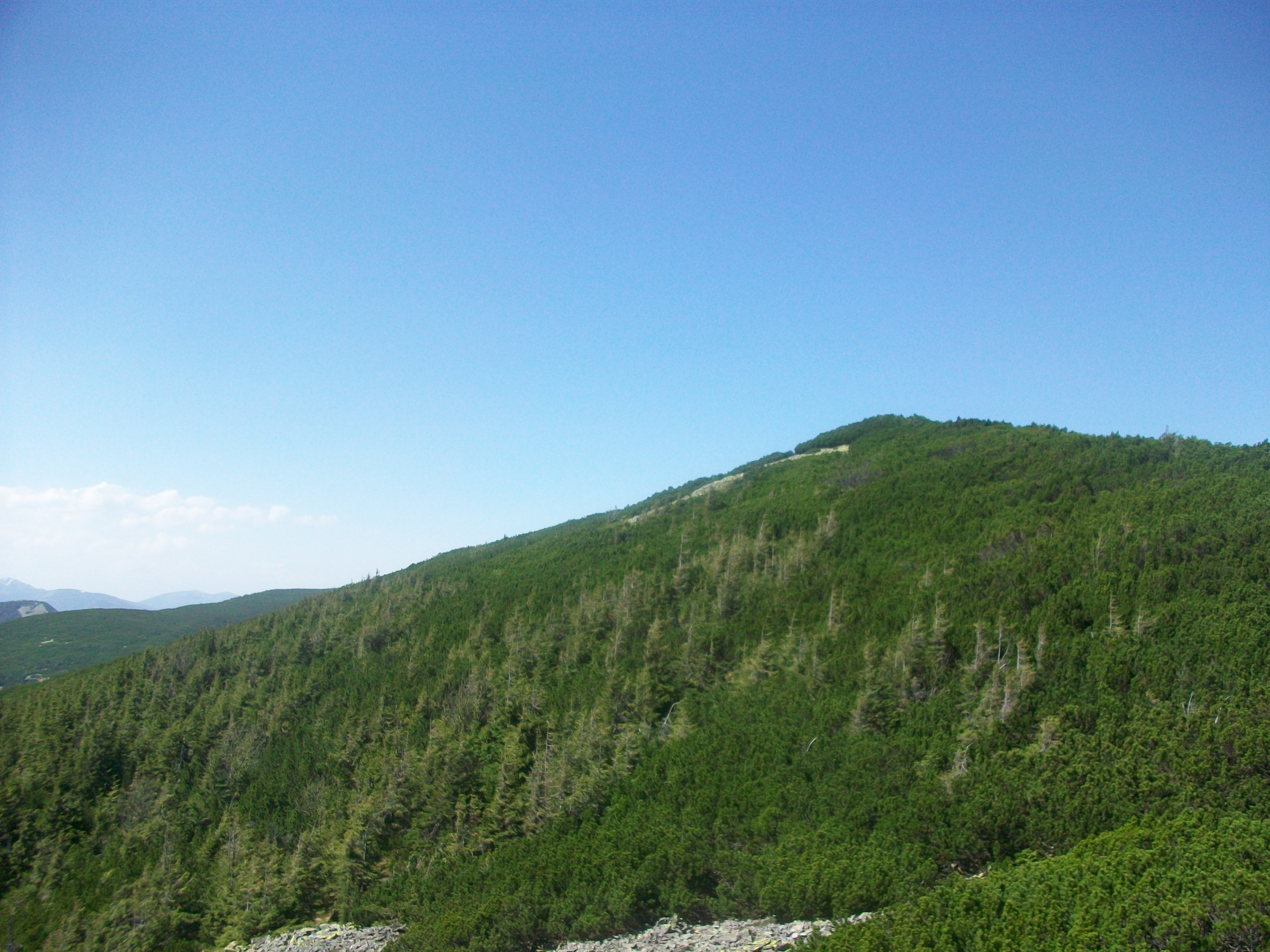

托夫斯塔山是烏克蘭的山峰，位於該國西部伊萬諾-弗蘭科夫斯克州，屬於烏克蘭喀爾巴阡山脈中戈爾加內山脈的一部分，海拔高度1,398米。